# Чивецца
Чивецца (італ. Civezza, ліг. Çivessa) — муніципалітет в Італії, у регіоні Лігурія,  провінція Імперія.
Чивецца розташована на відстані близько 430 км на північний захід від Рима, 100 км на південний захід від Генуї, 7 км на захід від Імперії.
Населення — 623 особи (2014).

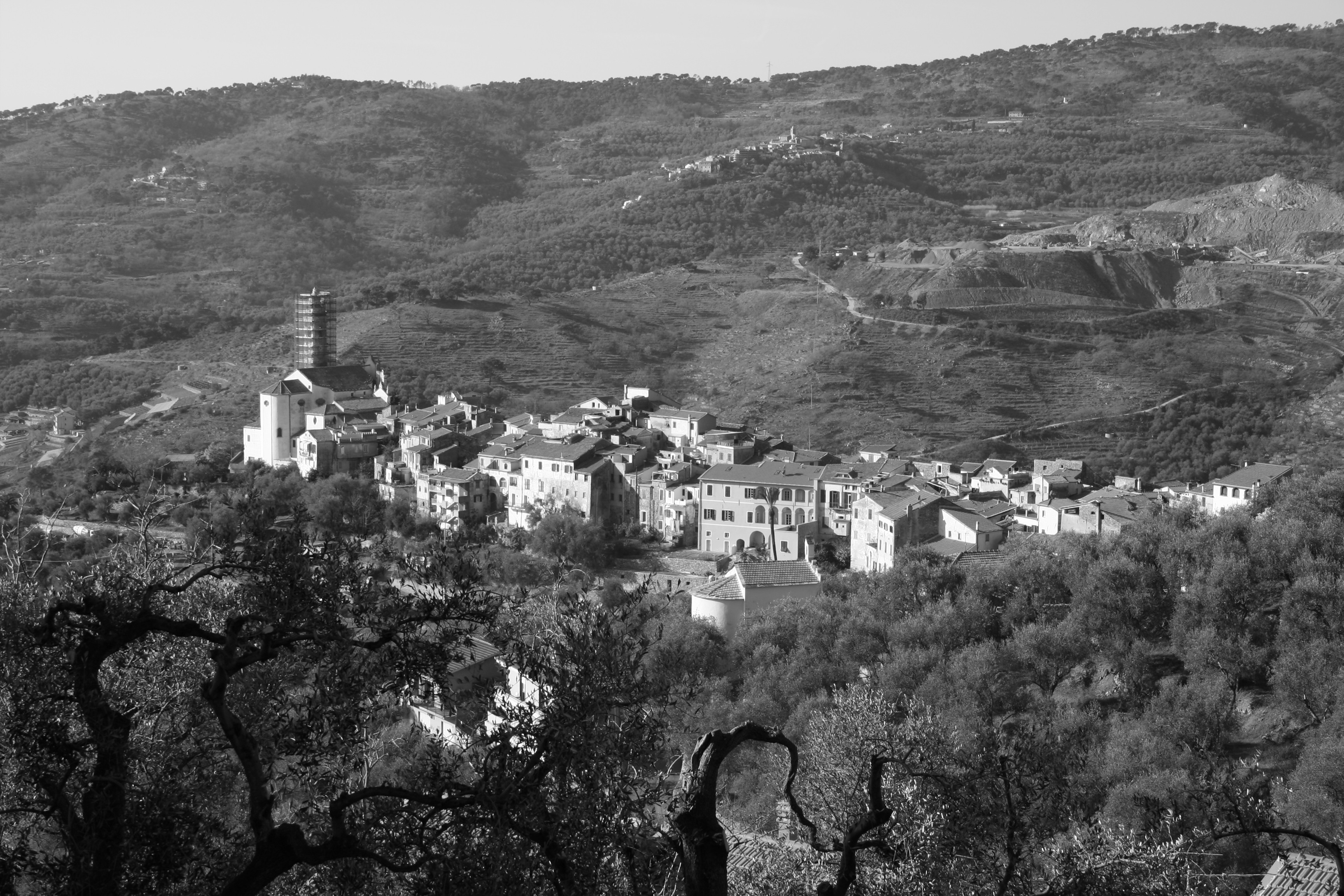

Щорічний фестиваль відбувається 25 квітня. Покровитель — Святий євангеліст Марко.

## Демографія
Населення за роками:

Станом на 1 січня 2023 року в муніципалітеті офіційно проживало 87 іноземців з 19 країн, серед них 21 громадянин країн Євросоюзу.

## Сусідні муніципалітети
- Чипресса
- Дольчедо
- Імперія
- П'єтрабруна
- Сан-Лоренцо-аль-Маре